# Kemri
Kemri là một thị xã và là một nagar panchayat của quận Rampur thuộc bang Uttar Pradesh, Ấn Độ.

## Địa lý
Kemri có vị trí 28°49′B 79°13′Đ / 28,82°B 79,22°Đ Nó có độ cao trung bình là 172 mét (564 feet).

## Nhân khẩu
Theo điều tra dân số năm 2001 của Ấn Độ, Kemri có dân số 23.854 người. Phái nam chiếm 53% tổng số dân và phái nữ chiếm 47%. Kemri có tỷ lệ 28% biết đọc biết viết, thấp hơn tỷ lệ trung bình toàn quốc là 59,5%: tỷ lệ cho phái nam là 35%, và tỷ lệ cho phái nữ là 20%. Tại Kemri, 20% dân số nhỏ hơn 6 tuổi.